# Shimon bar Yojai
Shimon Bar Yojai (también escrito Bar Iojai y Shimón, con la 'o' acentuada; en hebreo: שמעון בר יוחאי‎), o Rashbi por sus siglas, fue un rabino que vivió en Galilea, actual Israel, durante la época de la dominación romana y después de la destrucción del segundo Templo de Jerusalén, lo que sitúa su vida entre finales del siglo i y el siglo ii. Formando parte de la generación de los tanaítas y tradicionalmente considerado autor de la cábala, murió probablemente en Merón un 18 Iyar del calendario hebreo.
La tradición oral judía cuenta que después de haber vertido comentarios críticos contra el gobernador romano, fue condenado a muerte y tuvo que exiliarse a una gruta durante 13 años. Según el Talmud, fue un defensor de la ley oral como medio de transmitir las tradiciones judaicas y conocimientos de la Torá en tiempos de opresión.
De acuerdo con la tradición cabalista, es en el curso de sus años de exilio cuando escribió el Zohar, obra fundamental de la cábala y de la mística judía. Sin embargo, la autenticidad de esta teoría ha sido discutida, tanto por la academia como por eruditos religiosos, que apuntan a Moisés de León como el autor que publicó el Zohar en el siglo XIII.
Hoy en día, está considerado como uno de los líderes y autores judíos más importantes, y su tumba en Merón reúne tradicionalmente durante los festejos de Lag Ba'Omer a miles de peregrinos, sobre todo haredíes. Fue durante una de estas peregrinaciones, en 2021, que se produjo la estampida del monte Merón.

## Según la tradición oral

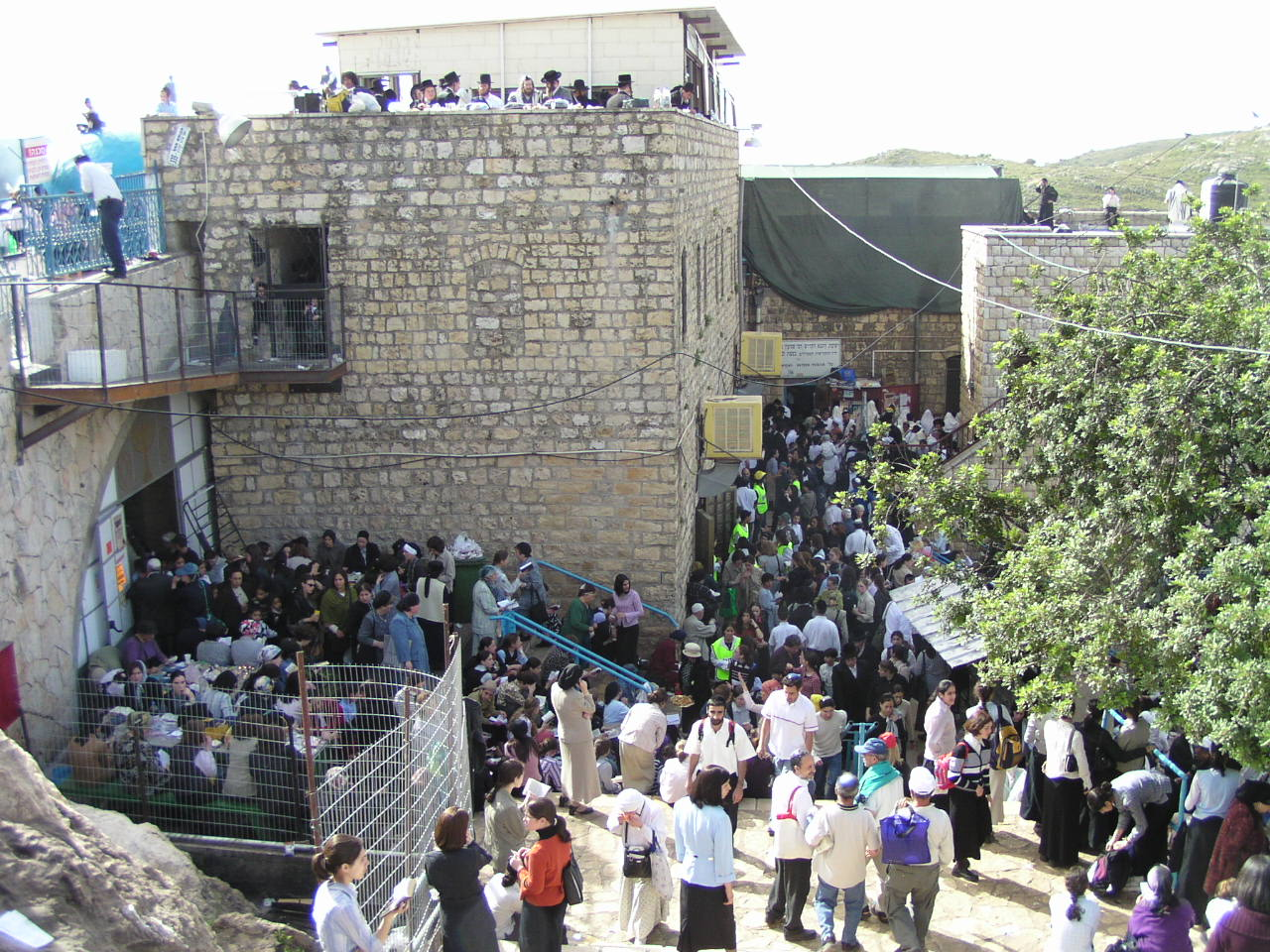
Tumba de Rabí Shimon bar Yojai en Merón durante Lag Ba'Omer.

Shimon Bar Yojai estudiaba en Yavne cerca de Bnei Brak, en una yeshivá fundada por el rabino Akiva Ben Joseph del que fue uno de los más eminentes discípulos. Sin embargo, Rabí Akiva se negó a concederle el título de rabino debido a su carácter, y sólo pudo acceder a dicho título tras la muerte de su Maestro, quien fue ejecutado por orden del emperador Adriano por haber desobedecido la prohibición de enseñar la Torá.
Según la tradición, es autor de numerosos milagros. En particular, alrededor del año 138, al ser enviado a Roma como embajador, para solicitar al emperador Antonino Pío la abolición de los decretos que prohibían seguir la tradición judía. Según dicha tradición consiguió la benevolencia imperial tras exorcizar a la hija del emperador.
Bar Yojai tenía fuertes sentimientos antirromanos y las persecuciones le obligaron a huir hacia 161 (según Heinrich Graetz) para refugiarse en una cueva, y luego a esconderse en Tiberíades y otras ciudades de Galilea. El ángel Metatrón le reveló, al parecer, el fin del Mundo y la llegada del Mesías.
Shimon Bar Yojai estudiaba rodeado de sus discípulos, los rabinos Eleazar (su hijo), Judá, Jossé Hiya e Isaac.
Sus enseñanzas se orientaban sobre dos preceptos fundamentales, que se implicaban recíprocamente:
- la oración desinteresada
- la superioridad del estudio

No existe ninguna obra que pueda atribuirse con certeza a Shimon Bar Yojai, sin embargo, se le atribuyen varias. Entre las más importantes tenemos:
- Sifré, un comentario de los Números y del Deuteronomio,
- Mejiltá, comentario del Éxodo,
- El Zohar del que se dice que dictó el texto a sus discípulos (algunos movimientos cuestionan esta paternidad del Zohar y lo atribuyen a Moisés de León).